# Stratencircuit Shanghai
Het Stratencircuit Shanghai is een stratencircuit in Pudong, China. Op 18 juli 2004 werd er voor het eerst geracet op het circuit. Het ging om een race met DTM-auto's, die niet meetelde voor het kampioenschap. Pas in 2010 is er weer actie op het circuit, ditmaal wordt de seizoensafsluiter van het DTM-kampioenschap verreden op het circuit, deze race telt wel mee voor het kampioenschap.

## Trivia
- De eerste race op het circuit verliep niet vlekkeloos; door de grote neerwaartse druk van de auto's werden putdeksels meters omhoog "geschoten". De race werd stilgelegd, en pas hervat nadat alle putdeksels waren vastgelast.